# Оравце
Оравце (слч. Oravce) насељено је мјесто са административним статусом сеоске општине (слч. obec) у округу Банска Бистрица, у Банскобистричком крају, Словачка Република.

## Становништво
| Година:    | 1994. | 2004.    | 2014.   | 2024.   |
| ---------- | ----- | -------- | ------- | ------- |
| Број људи: | 137   | 178      | 183     | 185     |
| Разлика:   |       | +29,92 % | +2,80 % | +1,09 % |

| Година:    | 2023. | 2024.   |
| ---------- | ----- | ------- |
| Број људи: | 182   | 185     |
| Разлика:   |       | +1,64 % |

Према подацима о броју становника из 2011. године насеље је имало 182 становника.